# One-Punch Man
One-Punch Man (tiếng Nhật: ワン パン マン Hepburn: Wanpanman) hay có thể đọc tắt là (opm) là loạt tác phẩm siêu anh hùng của Nhật Bản xuất phát điểm là web manga do ONE tạo ra vào năm 2009. Nội dung của loạt manga xoay quanh một siêu anh hùng tên là Saitama, anh có khả năng đánh bại bất cứ đối thủ nào chỉ bằng một cú đấm. Điều này khiến anh cảm thấy hận đời không đối thủ nên luôn muốn gặp một kẻ thù nào đó xứng tầm với sức mạnh quá lớn của mình để thử thách bản thân.
Phiên bản làm lại manga kỹ thuật số bắt đầu xuất bản trên trang web Tonari no Young Jump của Shueisha vào tháng 6 năm 2012. Manga được Murata Yusuke minh họa, và các chương của nó được tập hợp định kỳ và xuất bản thành các tập tankōbon riêng lẻ. Tính đến tháng 11 năm 2024 đã có 32 tập được phát hành. Tại Bắc Mỹ, Viz Media là đơn vị cấp phép cho phiên bản tiếng Anh của manga làm lại. Phiên bản tiếng Anh được đăng theo kỳ trên tạp chí kỹ thuật số Weekly Shonen Jump (Hoa Kỳ). Ở Việt Nam, One-Punch Man đã được Nhà xuất bản Kim Đồng mua bản quyền.
Mùa 1 của anime chuyển thể từ manga do Madhouse sản xuất, phát sóng tại Nhật Bản từ tháng 10 đến tháng 12 năm 2015. Mùa 2 thì do J.C.Staff sản xuất, phát sóng từ tháng 4 đến tháng 7 năm 2019. Loạt anime được Viz Media cấp phép tại Bắc Mỹ và công chiếu lần đầu tại Hoa Kỳ trên khối chương trình Toonami của Adult Swim vào tháng 7 năm 2016. Mùa 2 công chiếu vào tháng 10 năm 2019.
Tính đến tháng 6 năm 2012, bản web manga gốc đã vượt mốc 7,9 triệu lượt truy cập. Tháng 4 năm 2020, manga làm lại đã bán được hơn 30 triệu bản.

## Cốt truyện
Ở một siêu lục địa trên Trái Đất giả tưởng, những con quái vật và kẻ độc ác đang tàn phá nhiều thành phố. Để đối phó với chúng, triệu phú Agoni đã sáng lập nên Hiệp hội Anh Hùng để tập hợp các siêu anh hùng chiến đấu chống lại cái ác. Saitama là công dân của thành phố Z, ban đầu là một anh hùng tự xưng không thuộc tổ chức. Anh ra tay diệt quái như một bậc trượng nghĩa chủ yếu vì sở thích cá nhân. Trong 3 năm, Saitama rèn luyện bản thân đến mức có thể đánh bại bất kỳ kẻ thù nào chỉ bằng một đấm, nhưng sức mạnh vô song không đối thủ này khiến anh cảm thấy chán nản vô cùng. Cuộc đời buồn chán của Saitama trở nên khởi sắc hơn một chút kể từ lúc anh làm sư phụ bất đắc dĩ của Genos, một cyborg muốn tìm cách tiêu diệt một cyborg khác (không rõ danh tính) vì nó đã cướp đi sinh mạng của gia đình Genos và phá hủy quê nhà của anh. Saitama và Genos rủ nhau gia nhập Hiệp hội Anh hùng. Genos thì đủ mạnh để được xếp vô lớp S, nhưng Saitama thì do đạt điểm bài viết quá thấp trong đợt kiểm tra đầu vào nên anh bị xếp vào lớp thấp nhất là lớp C. Điều trớ trêu tiếp theo là mặc dù Saitama lập nên nhiều chiến công vang dội nhưng vẫn không được công chúng chú ý và đánh giá cao.
Hiệp hội Anh Hùng triệu tập tất cả anh hùng hàng đầu trong một cuộc họp, thông báo rằng nhà tiên tri Shibabawa đã nhìn thấy một viễn cảnh về thế giới đang gặp nguy hiểm trước khi bà qua đời. Không lâu sau đó, một người ngoài hành tinh tên là Boros tiến hành xâm chiếm Trái Đất bằng một phi thuyền khổng lồ. Các anh hùng nỗ lực chiến đấu chống lại quân xâm lược bên ngoài tàu của Boros, trong khi Saitama thì lẻn lên tàu một mình và đấu tay đôi với Boros. Y đã lập được kỳ tích ấn tượng khi có thể sống sót sau khi lãnh nhiều hơn một cú đấm của Saitama, trước khi bị đánh bại hoàn toàn. Saitama kết tình bằng hữu với một số anh hùng khác, bao gồm võ sĩ nổi tiếng Bang, siêu năng lực gia Bão tuyết Địa ngục (地獄のフブキ, Jigoku no Fubuki), và người đàn ông được cho là mạnh nhất thế giới – King. Khi quái vật bắt đầu xuất hiện trên nhiều thành phố với tốc độ ngày càng tăng, thì cũng xuất hiện thêm một mối đe dọa tiềm năng khác là Garou. Y là võ sĩ lang thang, cựu đệ tử của Bang, và tự xưng mình là "Thợ săn Anh hùng". Garou chuyên đi săn lùng và đánh bại những anh hùng khác đến trọng thương để trở nên mạnh mẽ hơn, với hi vọng một ngày nào đó trở thành "quái vật".
Nguyên nhân mà quái vật xuất hiện ồ ạt được tiết lộ là hành động của Hiệp hội Quái vật, một tổ chức tập hợp những con quái vật có ý định hủy diệt Hiệp hội Anh hùng. Chúng tấn công nhiều thành phố khác nhau, bắt cóc con của một người điều hành Hiệp hội, và chiêu mộ thêm chiến binh về phe chúng bằng cách dụ dỗ con người ăn "tế bào quái vật" nhằm biến họ thành quái vật với khả năng phi thường. Xuyên suốt những sự kiện này, Garou dần kết bạn được với một cậu nhóc thần tượng siêu anh hùng, nhờ vậy mà y có thể dễ dàng tìm đến anh hùng để giao chiến và ngày càng cải thiện đáng kể khả năng chiến đấu của bản thân. Hiệp hội Quái vật cố hết sức để chiêu mộ Garou, và bắt cóc bạn thân nhí của Garou khi y từ chối lời mời. Garou bước vào trụ sở Hiệp hội Quái vật ở thành phố Z để giải cứu đứa trẻ nhưng không may bị bắt giam. Hiệp hội Anh hùng cũng đột kích vào trụ sở để giải cứu con của người điều hành, và một trận hỗn chiến đã xảy ra khiến thành phố Z bị phá hủy. Phần lớn thủ lĩnh của Hiệp hội Quái vật bị giết, nhưng nhiều anh hùng quá tự tin vào sức mạnh của mình cũng bị thương vong. Garou sau khi đạt được sức mạnh khủng khiếp đã đánh bại một số anh hùng, trước khi bắt gặp Saitama và bị đánh cho trọng thương. Mặc dù Garou là mối đe dọa với nhiều anh hùng nhưng Saitama vẫn tha mạng cho Garou và để y trốn thoát. Ở mạch truyện khác  là sự kiện Garou được God ( Quái vật mạnh nhất từ trước đến nay) ban sức mạnh và đồng thời điều khiển tâm trí khiến cho y ra tay kết liễu Genos. Saitama đã tức giận và bật chế độ nghiêm túc như khi cậu đấu với Boros.

## Sản xuất
ONE bắt đầu thực hiện web manga gốc của One-Punch Man vào năm 2009. Tên rút gọn trong tiếng Nhật – Wanpanman là một phép chơi chữ lấy cảm hứng từ nhân vật Anpanman, một siêu anh hùng trong loạt manga dài tập dành cho trẻ em; wanpan cũng là cách viết gọn của wanpachi ("one-punch"). ONE hứng thú với việc sáng tạo ra một siêu anh hùng truyện tranh mạnh nhất thế giới ngay từ đầu. Tác giả muốn tập trung vào những khía cạnh khác của việc kể chuyện, chẳng hạn như đề cập đến các vấn đề trong cuộc sống hàng ngày, thay vì cứ dựa trên những tiêu chuẩn thường thấy của truyện siêu anh hùng. ONE phát biểu rằng: "Việc đấm đá đôi khi khá vô dụng trong việc giải quyết các vấn đề của cuộc sống. Nhưng trong vũ trụ One-Punch Man, tôi biến Saitama trở thành một kiểu thanh niên có khả năng điều chỉnh cuộc sống của mình sao cho phù hợp với thế giới xung quanh, chỉ bằng sức mạnh to lớn. Trở ngại duy nhất mà anh phải đối mặt là những thứ gì đó rất đời thường, ví dụ như thiếu tiền."
ONE có vài lần gián đoạn trong việc cập nhật web manga. Tháng 2 năm 2010, tác giả đã tạm dừng loạt manga, quyết định tạm nghỉ một năm do hoàn cảnh gia đình. Sau khi phát hành chương 109 vào tháng 1 năm 2017, ONE đã tạm nghỉ 2 năm. Tác giả trở lại và phát hành chương tiếp theo vào tháng 4 năm 2019.
Khi ONE trở lại với công việc vào năm 2011, anh được mangaka Murata Yusuke liên hệ về một khả năng hợp tác mà trong đó, Murata sẽ vẽ lại web manga cho ONE. Vào thời điểm đó, Murata là một fan cuồng nhiệt của One-Punch Man, nhưng gặp vấn đề nghiêm trọng về sức khỏe. Murata lo sợ rằng mình sẽ chết nên muốn làm điều mà ông thích bất chấp việc đang có hợp đồng với Weekly Shonen Jump. Khi nhìn lại quãng thời gian đó, Murata nói rằng: "Trong khoảng thời gian đó, tôi thực sự lâm bệnh nặng. Tôi bị sốt phát ban, các cơ quan nội tạng của tôi bị nhiễm trùng, tôi không thể thở tốt khi mà khí quản của tôi [sic] bị sưng. Tôi nằm trong bệnh viện và nghĩ rằng 'À, mình đoán là mọi người sẽ chết như vậy.' Nếu tôi sắp chết đến nơi, tôi muốn làm điều gì đó mà tôi thực sự yêu thích. Tôi muốn vẽ manga với ONE tiên sinh. Đó là những gì tôi nghĩ." Murata vốn đã là một mangaka thành đạt, ông sử dụng các mối quan hệ của mình trong ngành để có hợp đồng xuất bản với Weekly Young Jump. One-Punch Man đã trở thành ấn phẩm kỹ thuật số trên trang web chuyên về manga spin-off của Weekly Shonen Jump là Tonari no Young Jump (となりのヤングジャンプ, Tonari no Yangu Janpu), do Shueisha xuất bản.

## Phương tiện truyền thông

### Web manga
Phiên bản web manga của One-Punch Man được ONE tạo ra vào năm 2009. Anh tự xuất bản loạt manga của mình trên Nitosha.net, một trang web manga tiếng Nhật. Tính đến tháng 5 năm 2021, web manga có 146 chương.

### Manga
Bản làm lại manga của One-Punch Man do Murata Yusuke minh họa. Nó được xuất bản trên trang web Tonari no Young Jump của Shueisha kể từ ngày 14 tháng 6 năm 2012. Các chương được tập hợp định kỳ và xuất bản thành từng tập tankōbon. Tập đầu tiên được xuất bản vào ngày 12 tháng 12 năm 2012. Một đĩa radio drama được tặng kèm với tập 9 phát hành vào tháng 8 năm 2015. Tính đến ngày 1 tháng 11 năm 2024, 32 tập đã được xuất bản.
Tại Bắc Mỹ, loạt manga bắt đầu được xuất bản trên tạp chí Weekly Shonen Jump của Viz Media (Shonen Jump Alpha ở thời điểm đó) vào ngày 21 tháng 1 năm 2013. Tập sách điện tử đầu tiên phát hành vào tháng 2 năm 2014. Tháng 6 năm 2014, One-Punch Man là một trong số loạt manga mà Viz cung cấp trên nền tảng phân phối kỹ thuật số ComiXology. Manga phát hành bản in tại Bắc Mỹ từ tháng 9 năm 2015.
Tại Việt Nam, One-Punch Man được Nhà xuất bản Kim Đồng mua bản quyền, phát hành dưới dạng bìa mềm.

### Anime
Anime chuyển thể của One-Punch Man được công bố trên tạp chí Weekly Young Jump trong số ra thứ 15 vào ngày 10 tháng 3 năm 2015. Mùa đầu tiên do xưởng phim hoạt hình Madhouse sản xuất, với Natsume Shingo làm đạo diễn và Suzuki Tomohiro biên kịch. Thiết kế nhân vật của series là do Kubota Chikashi thực hiện, ông cũng đảm nhận vai trò tổng đạo diễn diễn hoạt. Phần âm nhạc là do Miyazaki Mikoto phụ trách, thiết kế nghệ thuật thì do Ikeda Shigemi và Maruyama Yukiko thực hiện. Hashimoto Ken là nghệ sĩ thiết kế màu sắc, Fushihara Akane là đạo diễn hình ảnh, Kimura Kashiko làm biên tập loạt anime, và Hata Shoji đảm nhận khâu thiết kế âm thanh. Mùa đầu tiên của One-Punch Man dài 12 tập. Nó được phát sóng tại Nhật Bản từ ngày 5 tháng 10 đến ngày 21 tháng 12 năm 2015 trên TV Tokyo, sau đó tiếp tục phát sóng trên TV Osaka (TVO), TVQ Kyushu Broadcasting (TVQ), Kyoto Broadcasting System (KBS), BS Japan và AT-X. Loạt anime còn được stream trên Niconico và đồng phát sóng trên Hulu, Daisuki và dịch vụ Neon Alley của Viz Media. Ngày 6 tháng 9 năm 2015, buổi chiếu thử của hai tập đầu tiên được tổ chức tại Trung tâm Văn hóa Thành phố Saitama. Ca khúc chủ đề mở đầu là "The Hero!! ~ Ikareru Ken ni Honō o Tsukero ~" (THE HERO!! ～怒れる拳に火をつけろ～) do nhóm nhạc JAM Project thể hiện, và bài hát chủ đề kết thúc là "Hoshi Yori Saki ni Mitsukete Ageru" (星より先に見つけてあげる) do Moriguchi Hiroko trình bày. Một tập OVA được phát hành cùng với tập manga thứ 10 vào ngày 4 tháng 12 năm 2015. Các tập OVA bổ sung được phát hành kèm với tập đĩa blu-ray/DVD của mùa, với tập đầu tiên trong số chúng phát hành vào ngày 24 tháng 12 năm 2015.
Loạt anime được Viz Media mua bản quyền tại Bắc Mỹ, Mỹ Latinh và Châu Đại Dương. Tại Anime Boston 2016, Viz Media thông báo rằng họ đang tiến hành lồng tiếng Anh cho One-Punch Man. Ngày 1 tháng 7 năm 2016, có một thông báo tại hội nghị Anime Expo của Toonami rằng bộ anime sẽ bắt đầu phát sóng vào ngày 17 tháng 7 năm 2016. Series cũng được Viz Media Europe mua bản quyền tại Châu Âu, Trung Đông và Châu Phi. Kaze UK và Manga Entertainment xử lý việc phân phối loạt anime ở Vương quốc Anh. Madman Entertainment xử lý việc phân phối ở Úc và New Zealand, đồng thời cũng đồng phát sóng series trên AnimeLab.
One-Punch Man xác nhận sẽ có mùa 2 vào tháng 9 năm 2016. Ngày 25 tháng 9 năm 2017 có thông báo rằng One-Punch Man sẽ thay đổi cả công ty sản xuất và đạo diễn. J.C.Staff sẽ là nhà sản xuất mùa 2, với Sakurai Chikara thay Natsume Shingo làm đạo diễn, và Iwanami Yoshikazu thay Hata Shoji làm đạo diễn âm thanh. Suzuki Tomohiro, Kubota Chikashi và Miyazaki Makoto lần lượt đảm nhận vai trò là nhà biên kịch loạt anime, nhà thiết kế nhân vật và nhà soạn nhạc. Ca khúc chủ đề mở đầu là "Seijaku no Apostle" (静寂のアポストル) do JAM Project thể hiện, và Furukawa Makoto là người hát bài chủ đề kết thúc "Chizu ga Nakutemo Modoru kara" (地図が無くても戻るから). Mùa 2 phát sóng từ ngày 9 tháng 4 đến ngày 2 tháng 7 năm 2019, và chương trình truyền hình đặc biệt được phát sóng vào ngày 2 tháng 4 năm 2019. Ngày 25 tháng 10 năm 2019, OVA dài 10 phút được phát hành kèm với đĩa Blu-ray/DVD tập đầu tiên của mùa 2. Hai tập OVA khác được phát hành kèm với đĩa Blu-ray/DVD tập 2, tập 3 lần lượt vào ngày 26 tháng 11 và ngày 25 tháng 12 năm 2019. Một OVA khác được đóng gói cùng với đĩa Blu-ray/DVD tập 4 của mùa 2 vào ngày 28 tháng 1 năm 2020. OVA thứ năm được phát hành kèm với đĩa Blu-ray/DVD tập 5 vào ngày 27 tháng 2 năm 2020.
Mùa 2 được đồng phát sóng trên Hulu ở Hoa Kỳ, trên Tubi ở Canada, trên AnimeLab ở Úc và New Zealand, trên Crunchyroll ở Châu Âu. Ngày 12 tháng 10 năm 2019, mùa 2 được công chiếu trên Toonami.

### Trò chơi điện tử
Ngày 25 tháng 6 năm 2019, One-Punch Man: A Hero Nobody Knows được thông báo sẽ phát hành cho nền tảng PlayStation 4, Xbox One và PC. Nó được phát hành tại Nhật Bản vào ngày 27 tháng 2 năm 2020 và trên toàn thế giới vào ngày 28 tháng 2 năm 2020.
Ngày 22 tháng 8 năm 2019, game di động có tựa đề One Punch Man: Road to Hero được phát hành cho iOS và Android.

### Phim chuyển thể
Ngày 21 tháng 4 năm 2020, công ty Columbia Pictures của Sony Pictures thông báo rằng một bộ phim người đóng chuyển thể đang được phát triển. Scott Rosenberg và Jeff Pinkner ký hợp đồng với tư cách là nhà biên kịch, trong khi Avi Arad sẽ là nhà sản xuất.

## Đón nhận

### Web manga
Web manga đạt được thành công ngay từ khi mới ra mắt, với hàng nghìn lượt xem và bình luận chỉ trong vòng vài tuần. Nó đạt 7,9 triệu lượt truy cập vào tháng 6 năm 2012. Theo ONE, vào thời điểm mà anh sáng tác chương 5, anh nhận 30 bình luận cho mỗi lần cập nhật (trên Nitosha.net, một series được coi là "thịnh hành" khi nó liên tục nhận được ít nhất 30 bình luận). Số lượng bình luận tăng dần, và vào thời điểm ONE xuất bản chương 30, anh nhận gần 1000 bình luận mỗi lần cập nhật.

### Manga
One-Punch Man đạt 2,2 triệu bản in vào tháng 11 năm 2013. Loạt manga là 1 trong 10 đề cử cho Giải thưởng Manga Taishō thường niên lần thứ bảy vào năm 2014. Manga giành được Giải thưởng Sugoi Japan vào năm 2017. Tính đến tháng 7 năm 2017, manga đã có 13 triệu bản in; đến tháng 7 năm 2019, con số này tăng lên 20 triệu bản in. Tháng 4 năm 2020, One-Punch Man bán được hơn 30 triệu bản.
Sau khi được phát hành tại Hoa Kỳ, cả tập 1 và tập 2 đều xuất hiện trong danh sách Manga bán chạy nhất của New York Times, lần lượt xếp ở vị trí thứ nhất và thứ hai, và giữ nguyên ở đó trong hai tuần. Tập 1 giảm xuống vị trí thứ hai trong tuần thứ ba, trong khi tập hai thì hoàn toàn rời khỏi danh sách. Tính đến ngày 29 tháng 1 năm 2017, tập 1 của loạt manga đã nằm trong danh sách tới 71 tuần. Series được đề cử cho Giải thưởng Eisner vào năm 2015 và Giải thưởng Harvey vào năm 2016.

### Anime
Mùa đầu tiên của anime nhận được sự hoan nghênh từ giới phê bình, lời khen của họ chủ yếu xoay quanh tính độc đáo, chất lượng hoạt hình, sự hài hước, nhân vật và cảnh chiến đấu. Loạt anime đạt điểm đồng thuận 100% trên Rotten Tomatoes dựa trên 12 bài đánh giá. Các nhà phê bình của trang web đều nhất trí rằng: "Với hiệu ứng hoạt hình đỉnh cao nghệ thuật, kiểu anh hùng phi chính thống, và những màn chọc cười lộn ruột vui nhộn ở thể loại shounen, thì One-Punch Man chỉ đơn giản là giành chiến thắng tuyệt đối." Trên MyAnimeList, anime đứng thứ 4 trên bảng xếp hạng các bộ anime phổ biến nhất, sau Attack On Titan, Death Note và Giả kim thuật sư: BROTHERHOOD.
Mùa 2 thu về những đánh giá trái chiều. Mặc dù sự hài hước, nhân vật và cốt truyện vẫn được khen ngợi, nhưng các nhà phê bình đồng loạt chỉ trích chất lượng hoạt hình giảm sút sau khi thay đổi xưởng phim. Sự chỉ đạo, nhịp độ, và cảnh chiến đấu cũng bị chỉ trích, tập cuối cùng thì bị chê là gợi cảm giác về một màn kết thúc mùa không thỏa đáng. Screen Rant lưu ý rằng phản ứng của người hâm mộ dành cho mùa 2 có sự phân chia, với phản hồi của họ về chất lượng hoạt hình là thất vọng một cách rõ ràng. Họ phê phán việc giảm chất lượng hoạt hình cũng như sự thay đổi đạo diễn, nói rằng "One-Punch Man trước đây rất sắc nét, chi tiết và mượt, nhưng nhiều người hâm mộ cho rằng phần mới nhất gợi cảm giác cứng đơ, nhạt nhẽo và không hứng thú. Điều này chắc chắn là do thay đổi đạo diễn. [Loạt anime] từ chỗ là đỉnh cao về chất lượng hình ảnh của anime truyền hình xuống dốc thành một chương trình hàng tuần nào đó." Tuy nhiên, họ tin rằng mùa 2 có sự "cải thiện về mặt cốt truyện, nhân vật và xây dựng thế giới", dù vậy họ chủ yếu ghi nhận điều này thuộc về công của nguyên tác manga hơn là đoàn làm phim. Cộng đồng người hâm mộ cực kỳ chê phần kết thúc, lưu ý rằng anime có thể chuyển thể một hoặc vài chương manga phụ như thế nào để mang đến một cái kết mùa hấp dẫn hơn, và tạo ra sự hào hứng cho mùa 3.
IGN chấm mùa 2 điểm số 5/10, gọi bộ anime là "tầm thường". Mặc dù họ thấy hài hước và nhân vật ngang bằng với mùa đầu tiên nhưng họ phê bình hoạt hình và nhịp độ, nói rằng: "[hoạt hình] cắt ngắn một cách khủng khiếp để những trận đánh kết thúc và lướt qua theo cách đơn giản nhất có thể. Đã qua rồi những cảnh quay hành động của nhân vật chi tiết phức tạp, với chuyển động mạnh mẽ được quay chậm và việc quay phim thay đổi liên tục. Thay vào đó là những cảnh phim lóe lên rồi vụt tắt, dần chuyển sang màu đen, và những cú đấm liên hoàn, tất cả đều gợi liên tưởng đến cảnh chiến đấu được vẽ trong Dragon Ball Z từ tận hơn 20 năm về trước." Trang web kết luận rằng: "Mùa 2 của One-Punch Man là mớ hổ lốn của phim hoạt hình tệ hại và cẩu thả, nó chỉ quan tâm đến vấn đề giữ cho mọi thứ gắn kết hơn là tạo ra cái gì đó xứng đáng với mùa trước. Nếu bạn chỉ quan tâm đến sự tiến triển của cốt truyện, thì chúng nằm hết ở đây. Nhưng manga cũng như vậy sẵn rồi, và nó thậm chí còn tốt hơn rất nhiều so với mùa này."